# Anthony Lovrich
Anthony "Tony" Lovrich (født 5. december 1961 i Perth) er en australsk tidligere roer.
Lovrich var med i den australske dobbeltfirer ved OL 1984 i Los Angeles. Bådens øvrige besætning var Paul Reedy, Gary Gullock og Timothy McLaren. De fire australiere vandt deres indledende heat, og i finalen blev de besejret med under et halvt sekund af den vesttyske båd, mens Canada tog bronzemedaljerne, under en tiendedel af et sekund efter australierne.

## OL-medaljer
- 1984:  Sølv i dobbeltfirer